# Ferrari Daytona SP3
El Ferrari Daytona SP3 es un automóvil superdeportivo con motor central-trasero de edición limitada, producido por el fabricante italiano Ferrari. Fue presentado el 20 de noviembre de 2021, ya como modelo 2023, durante el evento "Finali Mondiali" de Ferrari en el circuito de Mugello. Es el segundo de la serie "Icona" de autos de alto rendimiento producidos por la marca, después de la serie Ferrari Monza SP.
Serían construidos 599 ejemplares a partir de 2022 con un precio de US$2 250 000 cada uno, cuyas primeras entregas a los propietarios comenzarían a finales de 2022, debido a que antes el fabricante tendría que terminar de ensamblar los últimos Monza, a fin de que el SP3 también pueda utilizar esa misma línea de montaje. Está equipado con un motor V12 de 6496 cm³ (6,5 L; 396,4 plg³) naturalmente aspirado que se comparte con el 812 Competizione, marcando así el primer regreso de Ferrari a los motores de aspiración natural montados al centro para coches de edición limitada y sin sistemas eléctricos híbridos, desde que se introdujo el Enzo en 2002.

## Diseño

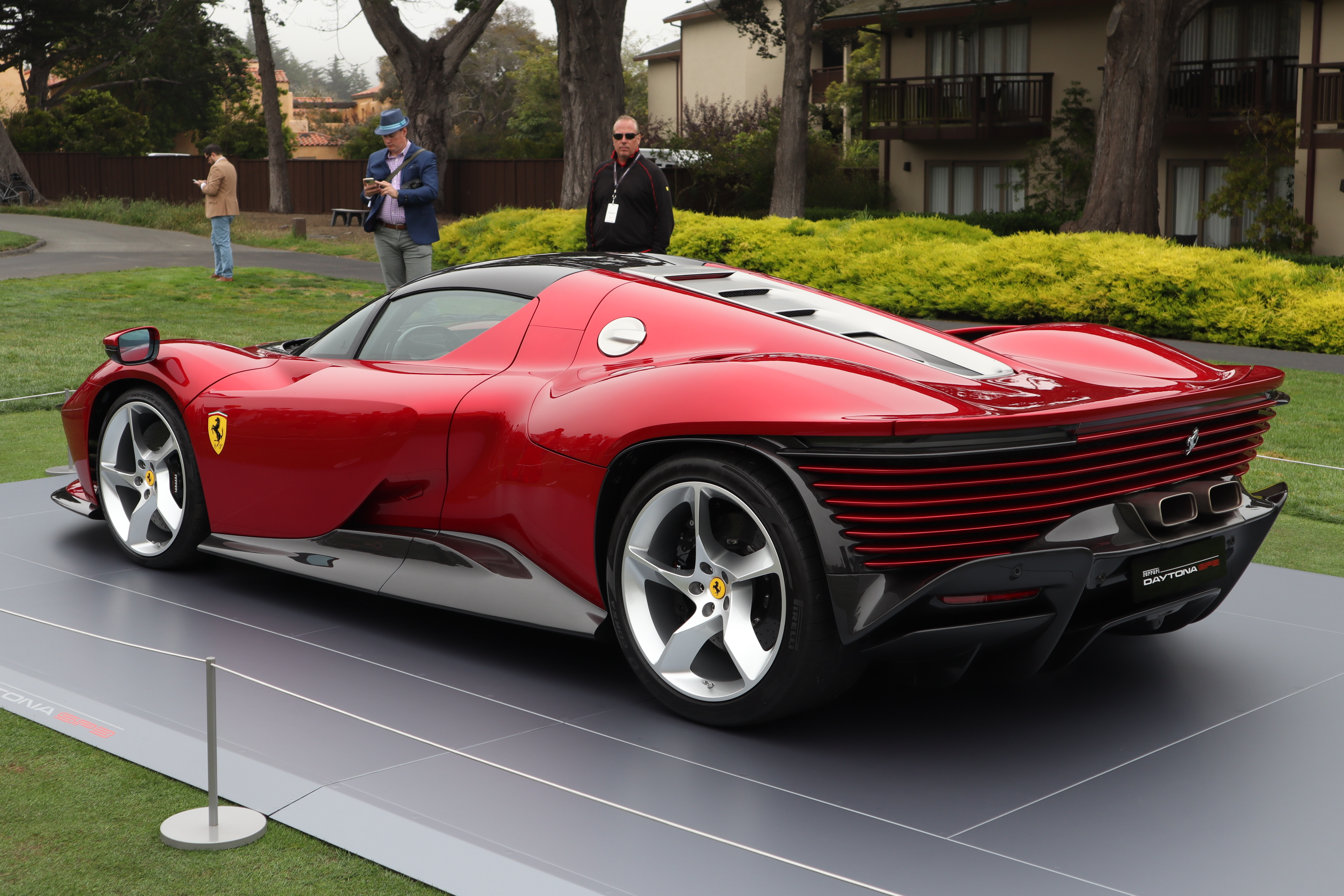
Vista lateral-trasera.

El diseño del SP3 hace referencia a los automóviles de carreras de los años 1960. Tiene un diseño característico aerodinámicamente optimizado que combina elementos del estilo histórico de Ferrari con detalles de los modelos actuales. El parabrisas envolvente y de baja altura es un vínculo con el P3/4, mientras que las aletas delanteras de "doble cresta" hacen un guiño a prototipos deportivos como el 512 S, el 712 Can-Am y el 312 P. Los espejos retrovisores están montados en la parte superior de las salpicaderas de las ruedas delanteras, que es una inspiración de las series P3 y P4.
Su diseño se basa en el 330 P4, un coche de carreras de resistencia que ganó las 24 Horas de Daytona en 1967. Es una modernización del 330 P4 como homenaje a dicho episodio histórico, cuya carrocería consta de una distinguida posición baja del asiento del piloto, frente elevado, pasos de rueda traseros y el diseño superior Targa Top. Su diseño también se inspira en las salidas de aire traseras del 330 P4, que son la apariencia distintiva de la parte trasera del SP3, que consisten en una serie de aletas horizontales en la parte delantera y trasera. El diseño frontal consta de faros parcialmente ocultos y una franja luminosa a lo largo del borde delantero del coche. Estos faros incorporan una placa de cobertura parcial, que cubre la mitad superior de las luces que, cuando se encienden, la placa de cubierta se retrae.

## Especificaciones
Su motor V12 es un F140 HC que revoluciona hasta las 9500 rpm. Genera 840 CV (829 HP; 618 kW) a las 9250 rpm y 697 N·m (514 lb·pie) de par máximo a las 7250 rpm. El V12 está acoplado a una transmisión de doble embrague F1 de siete velocidades de cambios más rápidos, heredada del 812 Competizione. Para permitir que el coche reduzca la potencia de manera eficiente, el fabricante ha equipado dicha transmisión con un diferencial electrónico, incluido el control de deslizamiento lateral (SSC) 6.1 con el sistema Ferrari Dynamic Enhancer (FDE). La transmisión requiere menos de 200 milisegundos para hacer los cambios.
Esto también marca el último uso del motor V12 central para los autos de carretera Ferrari, ya que la compañía está abandonando los V12 tradicionales hacia variantes de cilindros más bajos, como los motores V8 con turbocompresor y sistemas eléctricos híbridos, similares al SF90 Stradale en producción.
| Materiales del motor                | Bloque y cabezas de aluminio |
| Distribución                        | DOHC 4 válvulas por cilindro (48 en total) |
| Diámetro x carrera                  | 94 x 78 mm (3,70 x 3,07 pulgadas) |
| Relación de compresión              | 13.6:1 |
| Línea roja                          | 9500 rpm |
| Alimentación                        | Inyección directa |
| Sistema de lubricación              | Cárter seco |
| Capacidad del tanque de combustible | 86 litros (22,7 galAm) |
| Emisiones de CO2                    | 607 g (21,4 onzas)/km (bajo); 318 g (11,2 onzas)/km (alto); 368 g (13,0 onzas)/km (mixto); 358 g (12,6 onzas)/km (medio); 328 g (11,6 onzas)/km (extra alto) |

### Chasis

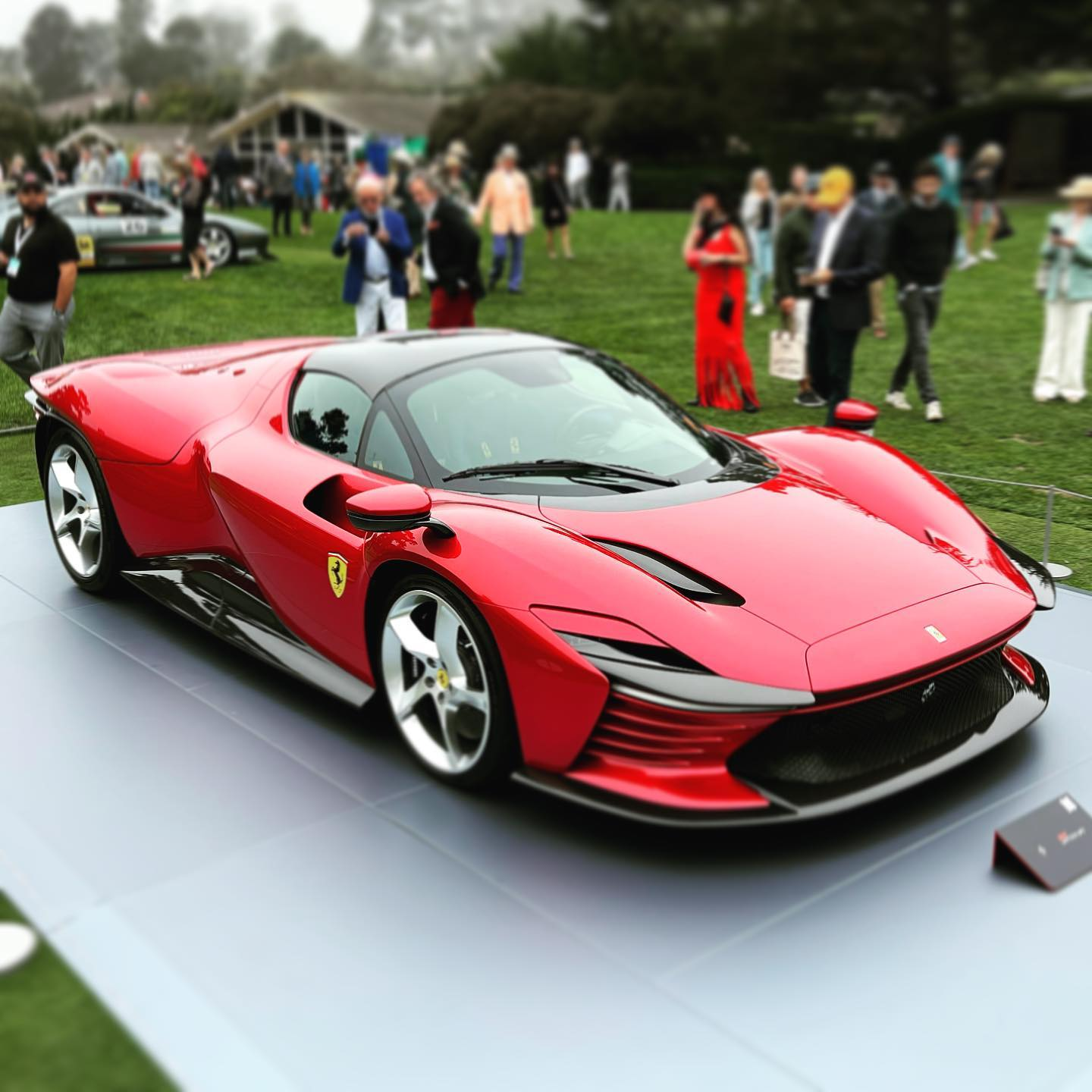
En el Concurso de la Elegancia de Pebble Beach de 2022.

La carrocería del SP3 se asienta sobre el chasis monocasco del LaFerrari Aperta, con fibra de carbono utilizada para la carcasa, el propio chasis y ciertos elementos de la carrocería. El coche pesa 1485 kg (3274 libras) en seco, lo que le otorga una relación potencia a peso de 566 CV por tonelada, mientras que la disposición del motor central permite una distribución optimizada del peso entre los ejes. La carrocería utiliza un techo desmontable estilo "Aperta" que se puede quitar y guardar por separado. El chasis también consta de puertas de ala de mariposa que se abren hacia arriba, similar a LaFerrari y Enzo. El fabricante afirma que el coche tiene una distribución de peso del 44% en el eje delantero y del 56% en el trasero.

### Desempeño y rendimiento
Puede acelerar de 0 a 100 km/h (0 a 62 mph) en 2.85 segundos, de 0 a 200 km/h (0 a 124 mph) en 7.4 segundos y alcanzar una velocidad máxima de más de 340 km/h (211 mph). Su sincronización en el circuito de Fiorano no se ha probado todavía, siendo el SF90 XX el coche más rápido actualmente con un tiempo de 1:17.3, establecido el 16 de octubre de 2023 por el piloto de pruebas Raffaele de Simone, resultando ser 1.4 segundos más rápido que un SF90 Stradale estándar.

### Mecánica
Utiliza neumáticos Pirelli P Zero Corsa sobre rines personalizados de medidas 265/30 ZR 20 x 9 pulgadas (50,8 x 22,9 cm) J en el eje delantero y 345/30 ZR 21 x 12,5 pulgadas (53,3 x 31,8 cm) J en el trasero. Los frenos son firmados por Brembo de medidas 398 x 223 x 36 mm (15,7 x 8,8 x 1,4 pulgadas) en el eje delantero y 380 x 253 x 34 mm (15,0 x 10,0 x 1,3 pulgadas) en el trasero.

### Electrónica
Hace uso de múltiples sistemas electrónicos, tales como: ESC, ABS/EBD de alto rendimiento; así como "F1-Trac"; "e-Diff" 3.0; SCM-Frs; y control de deslizamiento lateral ("SSC") 6.1.